# Эс-Саан
Эс-Саан (араб. السعن‎) — деревня в Сирии.

## География
Расположен в Сирийской пустыне, в мухафазе Хама, районе Эс-Саламия, нахии Саан в 50 километрах к северо-востоку от города Саламия.

## Население
Согласно данным сирийской статистики, численность населения в 2004 году составляла 3360 человек, преимущественно мусульман-исмаилитов.

## История
Населённый пункт был основан в конце XIX века.